# Brutale Schatten
Brutale Schatten ist ein französischer Spielfilm des Regisseurs Jacques Deray aus dem Jahre 1972.

## Handlung
Für die Sehenswürdigkeiten von Los Angeles hat der französische Profikiller Lucien Bellon wenig übrig. Er ist nur beruflich hier und hat einen neuen Auftrag angenommen, um seine Schulden zu begleichen: Lucien soll den milliardenschweren Mafiaboss Victor Kovacs aus dem Weg räumen. Als er nach getaner Arbeit Kovacs‘ Villa in Beverly Hills verlässt, bemerkt Lucien, dass er verfolgt wird. Sein amerikanischer Berufskollege Lenny hat den Auftrag, Lucien auszuschalten. Lucien muss schnell untertauchen.
Um seinem Verfolger zu entkommen, nimmt er eine Frau als Geisel und versteckt sich in ihrer Wohnung. In den Nachrichten sieht er den Bericht über den Mord an Kovacs, aber die Beschreibung des Verdächtigen passt nicht zu ihm. Da er verfolgt wird, nur eine Waffe und wenig Geld hat, kann er nicht lange überleben. Er ruft seinen Auftraggeber in Paris, Antoine, an, der ihm sagt, er solle sich mit einer alten Freundin, Nancy, treffen, die in einer Striptease-Bar arbeitet. Sie versteckt ihn und besorgt ihm einen Pass.
Lenny, der Verfolger, spürt die beiden in einem Motel auf, doch Lucien hat ihn rechtzeitig bemerkt und kann ihn mit seiner Pistole in Schach halten. Er erklärt ihm die Lage: Lucien wurde angeheuert, um Kovacs auszuschalten, und Lenny, um Lucien auszuschalten. Er legt Lenny dar, dass Kovacs’ Sohn der Auftraggeber beider gewesen sei. Der Sohn sei nun Erbe des lukrativen kriminellen Business des ermordeten Vaters, auch übernehme er dessen junge Frau. Lucien erklärt Lenny, dass der junge Kovacs versuchen werde, ihn zu töten, um alle Zeugen auszuschalten. Lenny tut so, als wolle er Lucien, der den jungen Kovacs erschießen will,  dabei assistieren. Doch versucht er Lucien zu töten, dieser aber ist schneller und erschießt Lenny. Die Leiche wird vor dem Haus Kovacs’ gefunden, was den Verdacht der Polizei auf diesen lenkt.
Luciens Auftraggeber Antoine reist aus Paris an, um an der Beerdigung des alten Kovacs teilzunehmen, die in einer wilden Schießerei endet. Antoine erschießt den jungen Kovacs, wird dann aber selbst von der Polizei erschossen. Lucien kann fliehen, stirbt aber später an seinen Schussverletzungen.

## Kritik
„Kühl inszenierter Gangsterfilm mit leichter Ironie bei der Zeichnung amerikanischer Mentalität und Gewohnheiten.“